# Flatida deltotensis
Flatida deltotensis är en insektsart som först beskrevs av Kirby 1891.  Flatida deltotensis ingår i släktet Flatida och familjen Flatidae. Inga underarter finns listade i Catalogue of Life.